# Grangermont
Grangermont is een gemeente in het Franse departement Loiret (regio Centre-Val de Loire) en telt 175 inwoners (1999). De plaats maakt deel uit van het arrondissement Pithiviers.

## Geografie
De oppervlakte van Grangermont bedraagt 3,9 km², de bevolkingsdichtheid is 44,9 inwoners per km².
De onderstaande kaart toont de ligging van Grangermont met de belangrijkste infrastructuur en aangrenzende gemeenten.

## Demografie
Onderstaande figuur toont het verloop van het inwonertal (bron: INSEE-tellingen).